# Tit Kvinkcij Flaminin
Tit Quinctius Flamininus (Tit Kvinkcij Flaminin) (ok. 228 pr. n. št. – 174 pr. n. št.) je bil rimski vojskovodja in politik med drugo punsko vojno in drugo makedonsko vojno, najbolj znan po svoji vlogi pri rimskem osvajanju Grčije.
Bil je član rodu Quinctius in brat bodočega konzula Lucija Quinctiusa Flamininusa. V drugi punski vojni je služil kot vojaški tribun, leta 205 pr. n. št. pa je bil imenovan za pretorja v Tarentu. Leta 203 pr. n. št. je bil izvoljen za kurulskega edila, leta 199 pr. n. št. pa za kvestorja. Leta 198 pr. n. št. je bil izvoljen za konzula, čeprav je bil mlajši od 30 let in kljub nasprotovanju dveh tribunov - Marka Fulvija in Manija Kurija. Njegov takratni kolega je bil Sekst Elij Pavel.
Flamininov konzularni mandat je padel med drugo makedonsko vojno in bil je poslan v Grčijo, da bi nadomestil konzula Publija Sulpicija Galba. V svoji kampanji je bil uspešen, saj je pregnal Makedonce iz večine Grčije, nato pa je prišel v Ilirijo, kjer je v bitki pri Avsu premagal Filipa V. Makedonskega. Nato je začel mirovna pogajanja, da bi končal vojno, preden se mu izteče mandat. Ko pa je iz Rima prišla vest, da je bil razglašen za prokonzula, je nadaljeval vojno. Tako je leta 197 pr. n. št. v bitki pri Kinoscefalah Filipu zadal odločilen poraz. Kasneje se je pogajal in v teh pogajanjih zavrnil predloge svojih grških zaveznikov za strmoglavljenje Filipa. Namesto tega se je zadovoljil z umikom Makedoncev iz Grčije in veliko odškodnino.
Čeprav se je vojna končala, je Flaminin ostal v Grčiji in od leta 197 do 194 pr. n. št. s svojega sedeža v Elatei deloval kot glavni razsodnik vseh grških političnih dogodkov. Leta 196 pr. n. št. je prišel na Istmijske igre in tam zbranim predstavnikom polisa oznanil obnovitev svobode, ki je bila odpravljena pod stoletji makedonske prevlade. Čeprav zgodovinarji Flamininove izjave običajno razlagajo kot propagando, ga antični viri opisujejo kot iskrenega filhelena, ki je tekoče govoril grško in je bil velik občudovalec grške kulture in institucij. Svoj boj proti tiraniji in za svobodo polisa je želel potrditi z vojno proti Nabisu proti špartanskemu kralju Nabisu, ki ga je strmoglavil in osvobodil Argos izpod špartanske oblasti. Po tej zmagi se je Flaminin vrnil v Rim, kjer je prejel rimski triumf.
Ko je pergamonski kralj Eumen II. pozval Rimljane na pomoč proti napadu selevkidskega kralja Antioha III., je bil Flaminin leta 192 pr. n. št. poslan na Antiohov dvor. Tam ga je Antioh, ki je trdil, da zastopa vse svobodne grške polise, neuspešno poskušal prepričati, naj zapusti Pergamon in druga grška ozemlja v Mali Aziji. Antioh je to zavrnil in sledila je rimsko-selevkidska  vojna. V njej je Flaminin sodeloval v bitki pri Termopilah (191 pr. n. št.)].
Flaminin je bil nato leta 189 pr. n. št. izvoljen za cenzorja.
Leta 183 pr. n. št. je bil poslan na diplomatsko misijo v Bitinijo, kjer je poskušal prepričati kralja Prusija I. Bitinskega, da izroči Hanibala, ki se je tam skrival, Rimu. Hanibal pa je to preprečil s samomorom.
Po tem ni več podatkov o Flamininu in domneva se, da je umrl okoli leta 174 pr. n. št.
Glej tudi:
- Druga punska vojna
- Druga makedonska vojna
- Rimsko-selevkidska vojna

## Vanjske veze
- Plutarch's parallel lives - Flamininus - Loeb edn. at Bill Thayer's website (accessed 13 July 2009)
- Livy's History of Rome

1. ↑  Digital Prosopography of the Roman Republic
2. ↑  Nacionalna zbirka normativnih podatkov Češke republike